# 長蔵音頭
長蔵音頭（ちょうぞうおんど）は、岡山県高梁市有漢町に伝わる実話をもとにして作られた、音頭形式の民謡。江戸時代の旧川関村（のち上房郡上有漢村の一部となる）の義民である綱島長蔵（1791年没）およびその妻の事績を題材としている。

## 概要
綱島長蔵の事績は、1911年に綱島豊佐久・長治が記した「綱島長蔵直訴の事」という文献に記載がある。
歌詞は1975年（昭和50年）、飯山深が有漢在住の社会教育者である横本静夫に作成を依頼して作られた。川関地区の有志や教育委員会の蛭田楨男の間での協議の元、有漢で一番古くから伝わるとされる四ツ拍子という音頭に歌詞を当て込み、1979年（昭和54年）に長蔵音頭となった。歌詞に描かれる綱島夫妻の物語は、旧上有漢村長の飯山深（1895年生まれ）が有漢町川関地区の言い伝えを書き残した原稿が元になっている。
公開演奏される機会が少なかったため一般に普及することなく埋没していたが、2017年に地域おこし協力隊として有漢に赴任したハブヒロシ（土生裕）が存在を知って調査を開始し、地元民の協力を経て、音と歌詞を再現することに成功した。復元に当たり、土生は最後の場面での妻の自害の描写が現代には少し過剰に美化されていると考え、歌詞の修正を施した。